# Florence Symonds
Florence Symonds (20 de maio de 2002) é uma jogadora de rugby sevens canadense.

## Carreira
Symonds competiu pelo Canadá na Copa do Mundo de Rúgbi Sevens de 2022 na Cidade do Cabo. Elas ficaram em sexto lugar geral depois de perder para Fiji na final do quinto lugar. Em 8 de julho de 2023, ela fez sua estreia no teste para a equipe de quinze anos do Canadá contra a Nova Zelândia em Ottawa. Seu time caiu por 52–21.
Ela foi escolhida para as Olimpíadas de Verão de 2024 em Paris, França. A equipe ganhou uma medalha de prata, vindo de 0-12 atrás para derrotar a Austrália por 21-12 nas semifinais, antes de perder a final para a Nova Zelândia.